# 105 (szám)
A 105 (százöt) a 104 és 106 között található természetes szám.

## A matematikában
- A prímtényezői alapján szfenikus szám. A 104-gyel Ruth–Aaron-párt alkot. Tizenkétszögszám.

## A tudományban
- A periódusos rendszer 105. eleme a dubnium.

## Egyéb használatai
Magyarország területén a tűzoltóság hívószáma